# Zapora Luzzone

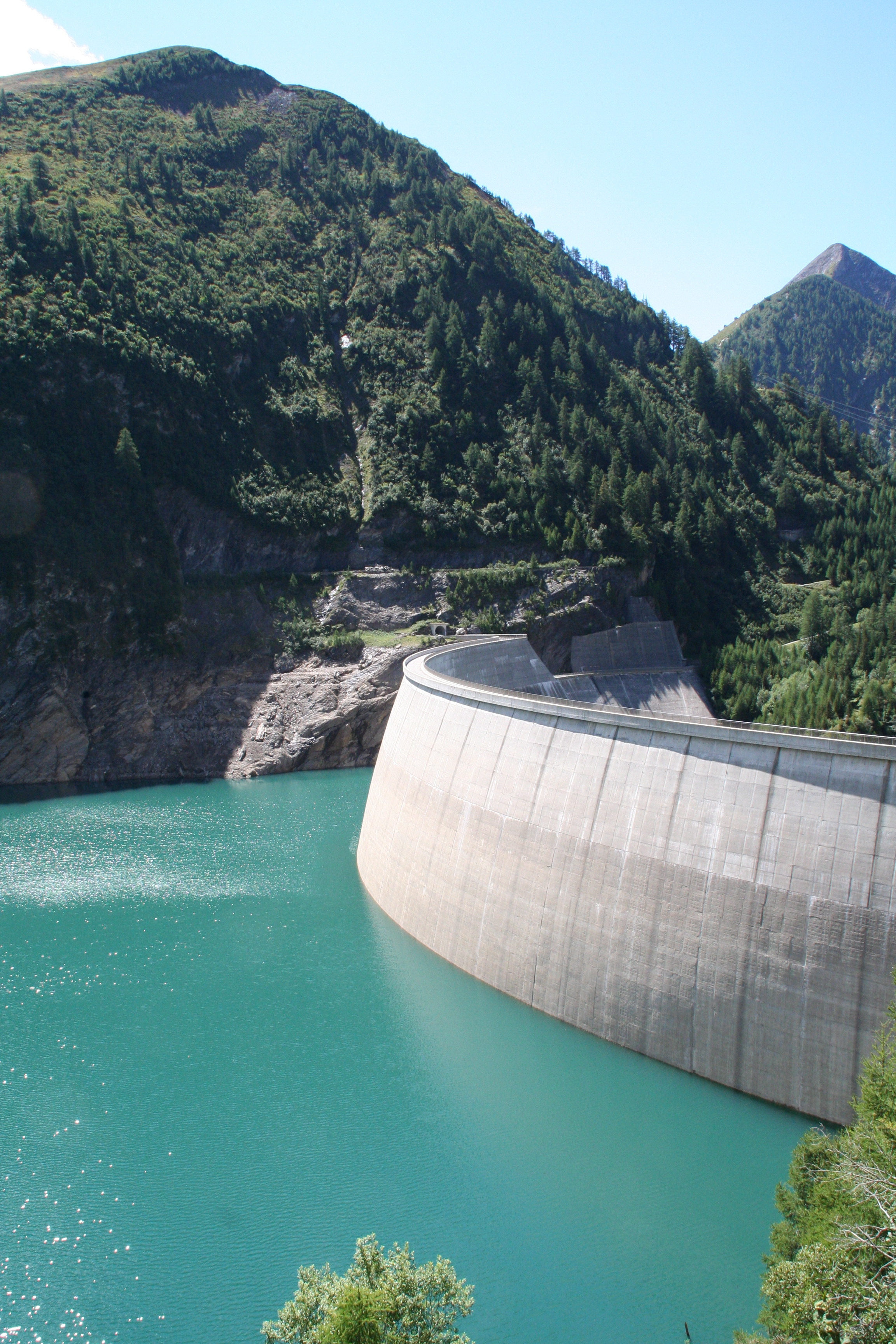
Zapora Luzzone od strony wody (widoczna nadbudowa z l. 90.)

Zapora Luzzone (wł. Diga Luzzone) – zapora wodna, usytuowana w górnym biegu Brenno w dorzeczu Ticino w kantonie Ticino w Szwajcarii, jedna z najwyższych w całym kraju. Dzięki jej budowie powstało zaporowe jezioro Luzzone. Jej właścicielem jest przedsiębiorstwo Officine idroelettriche di Blenio (Ofible SA) z siedzibą w Locarno.

## Położenie
Zaporę wzniesiono na cieku wodnym, będącym lewym dopływem potoku Brenno della Greina, jednym z dwóch źródłowych cieków rzeki Brenno. Składał się na niego szereg drobnych potoków, które obecnie wpadają wprost do zbiornika Luzzone. Zaporę usytuowano ok. 1,5 km na północny wschód i ok. 160 m powyżej niewielkiej wioski Ghirone (obecnie w granicach Blenio), w wyraźnym przewężeniu doliny między masywami Pizzo Pianca (2376 m n.p.m.) na północy i Stanga (2426 m n.p.m.) na południu.

## Historia
Decyzję o budowie zapory podjęto w latach 50. XX w. w związku z rosnącym zapotrzebowaniem na energię elektryczną. Wznoszenie zapory było poprzedzone budową tunelu Töira (wł. galleria della Töira) między Olivone a Campo Blenio (otwarty w 1958 r.), a następnie drogi dojazdowej z Ghirone do poziomu planowanej korony zapory. Projekt zapory został opracowany przez biuro Stucky SA. z Renens. Budowa trwała w latach 1960-1963.
Pierwotna konstrukcja, przy wysokości zapory wynoszącej 208 m, umożliwiała magazynowanie 87 mln m3 wody pochodzącej z topniejącego śniegu oraz z letnich i jesiennych opadów na terenie zlewni zbiornika. Po podwyższeniu zapory o 17 m w latach 1995-1999 pojemność zbiornika wzrosła o 20 mln m3.

## Charakterystyka
Zapora Luzzone to lekka, żelbetowa zapora łukowa o podwójnej krzywiźnie. Posadowiona została na podłożu z litej skały na wysokości 1384 m n.p.m. Początkowo jej korona znajdowała się na wysokości 1592 m n.p.m., obecnie (po nadbudowie) leży na wysokości 1609 m n.p.m. Tym samym wysokość zapory wynosi obecnie 225 m.
Grubość muru zapory u podstawy wynosi 36 m, szerokość w koronie 5,6 m, długość korony to 510 m. Kubatura zapory to 1,4 mln m3. Wydajność upustu dolnego wynosi 52 m3/s, a upustu pośredniego 54 m3/s.
Wydajność przelewu to 88 m3/s.
Zapora wyposażona jest w rozbudowany system galerii wewnętrznych i zaopatrzona w bogate oczujnikowanie, pozwalające śledzić parametry jej pracy. M. in. maksymalna amplituda odkształceń sprężystych głównej sekcji zapory (w koronie) wynosi 82 mm, zaś sumaryczny średni przeciek 75 l/min.

## Wykorzystanie
Zapora wraz ze zbiornikiem stanowią ogniwo rozbudowanego systemu hydroenergetycznego, obejmującego m.in. sieć podziemnych sztolni. Kierują one wody piętrzone zaporą do hydroelektrowni w Olivone (spadek 545 m, moc zainstalowana 96 MW), a następnie do hydroelektrowni Biasca (spadek 680 m, moc zainstalowana 306 MW).